# Agama atra
Agama atra är en ödleart som beskrevs av Daudin 1802. Agama atra ingår i släktet Agama och familjen agamer. Artepitet atra i det vetenskapliga namnet är latin för mörk eller svart.
Arten förekommer i södra Afrika i Botswana, Namibia, Swaziland och Sydafrika. Honor lägger ägg.

## Underarter
Arten delas in i följande underarter:
- A. a. knobeli
- A. a. atra

## Bildgalleri

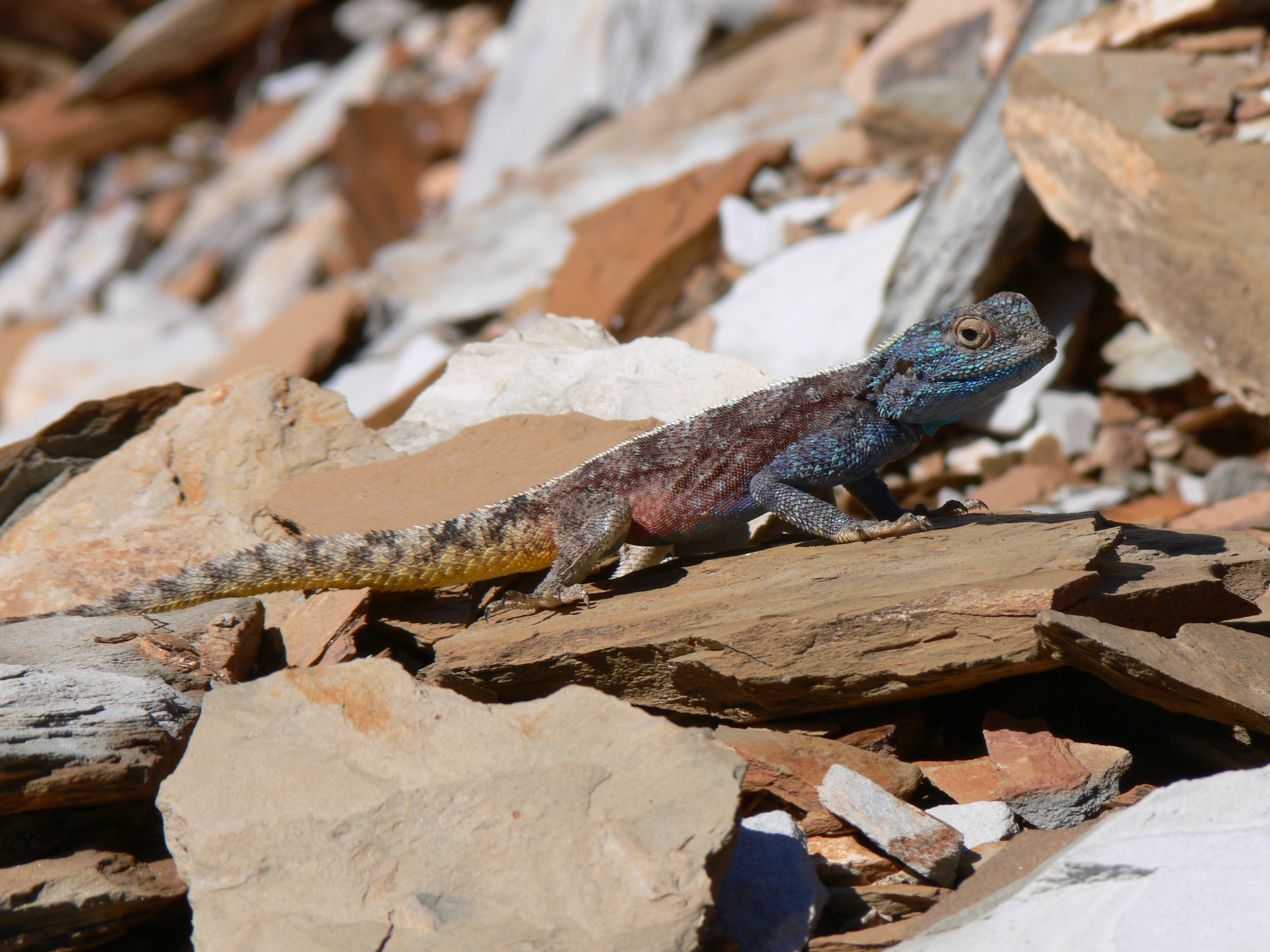
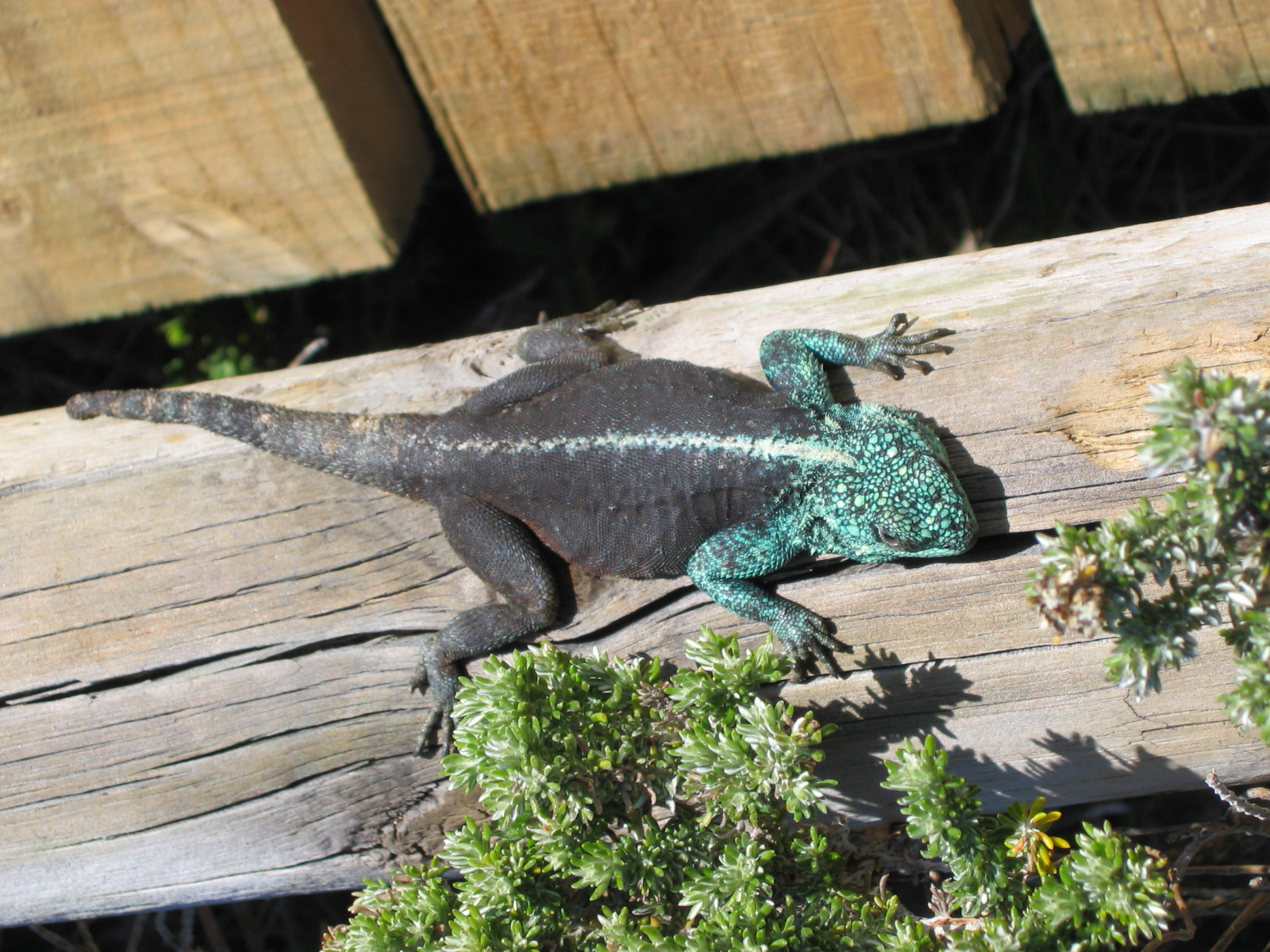
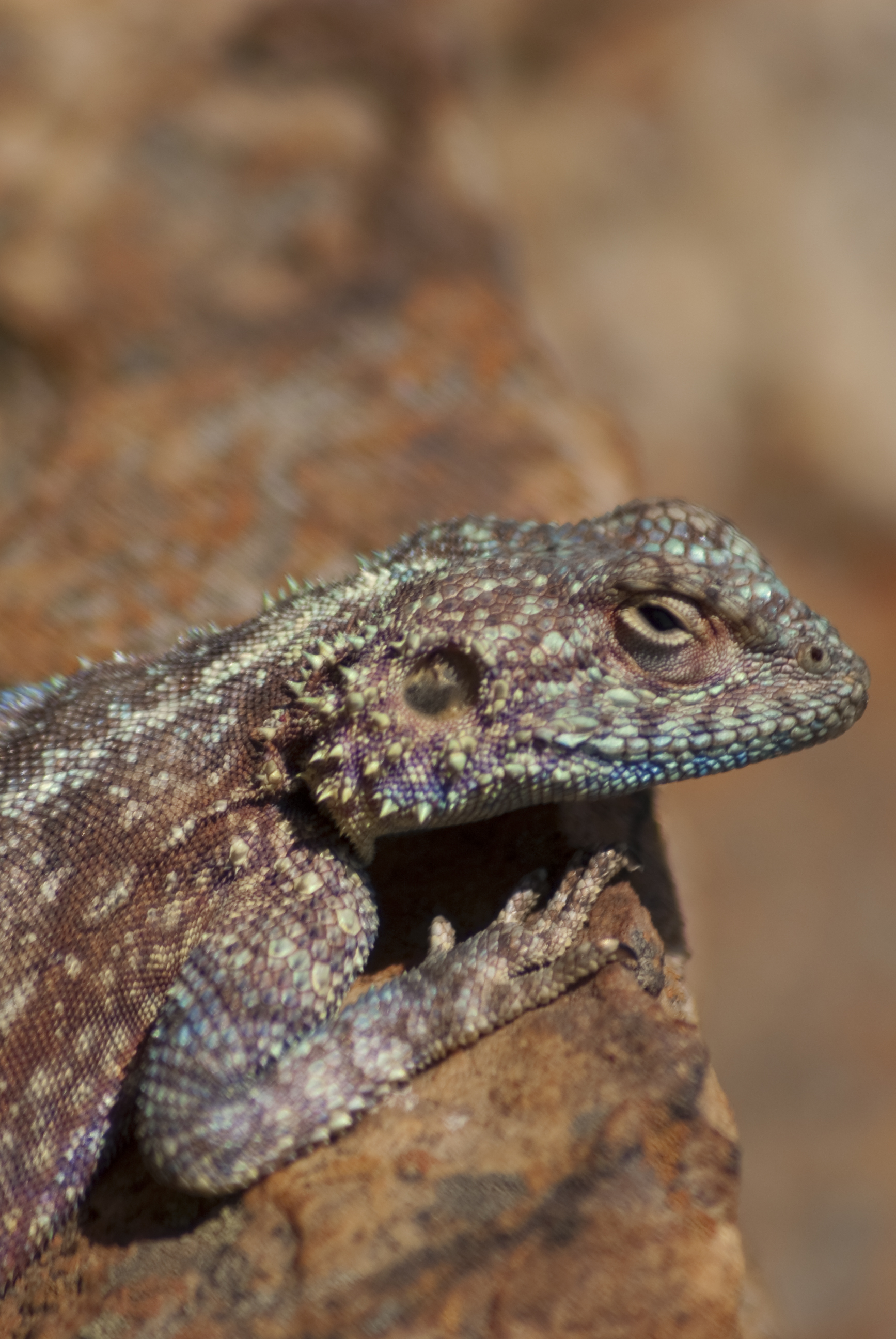
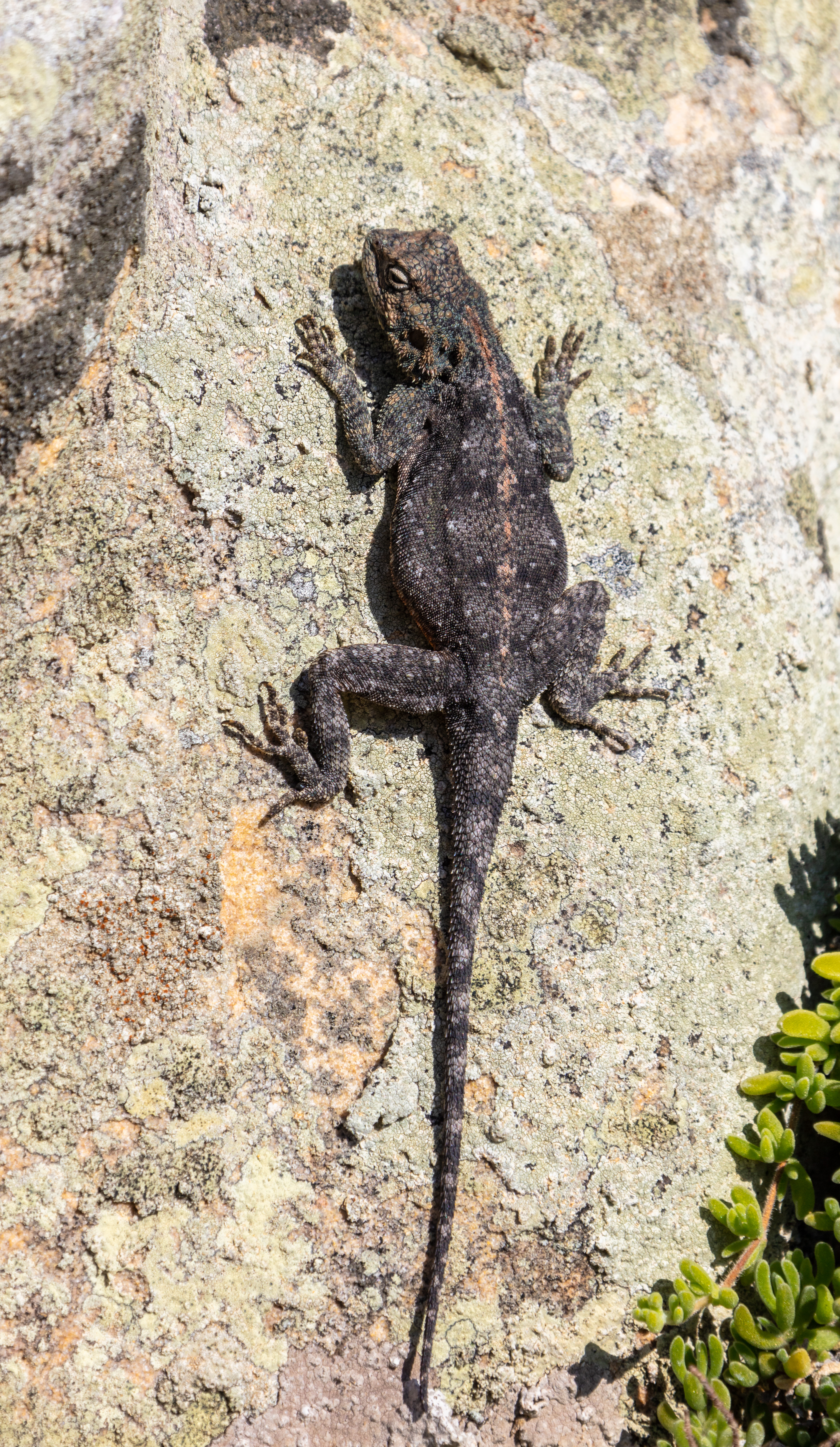
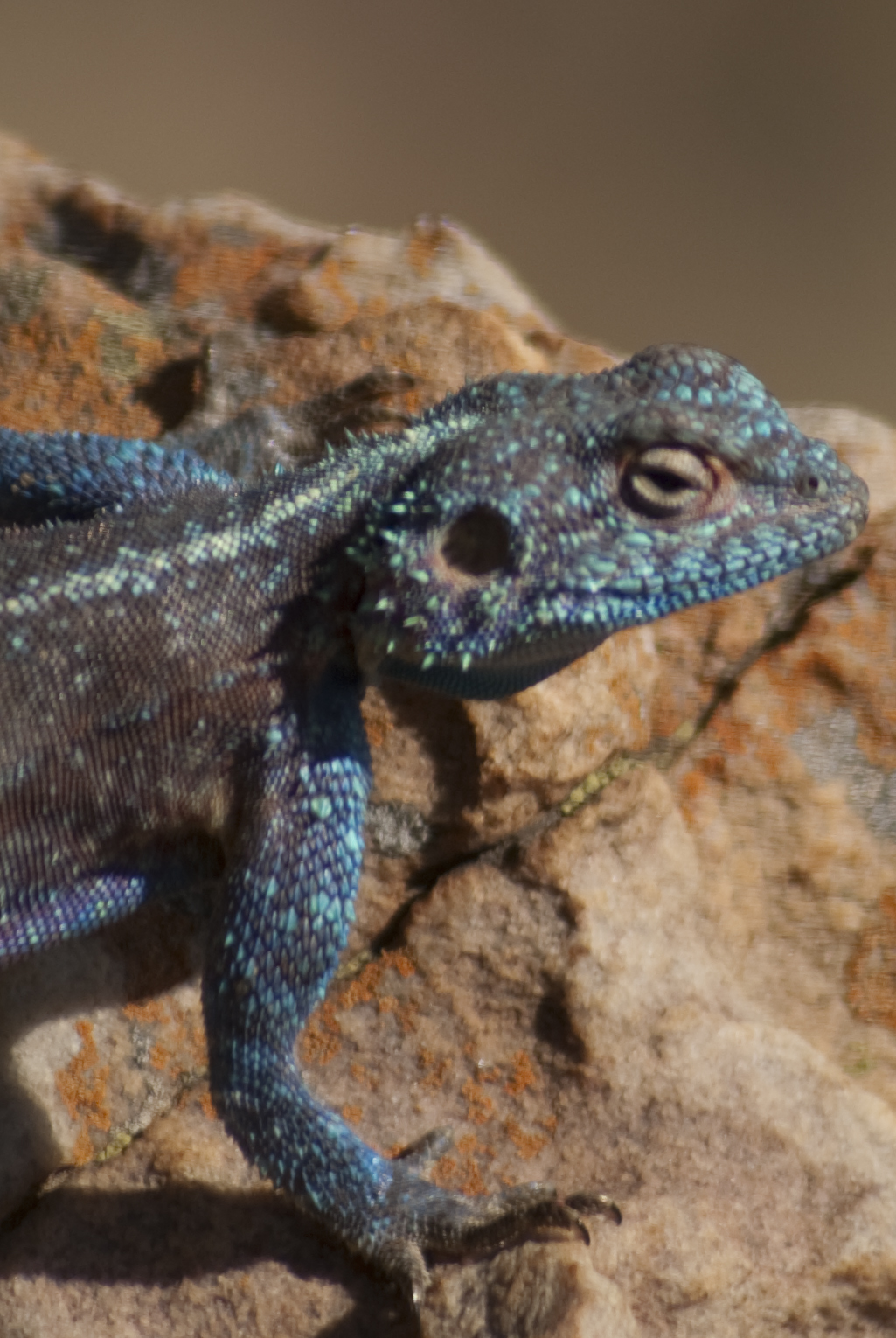
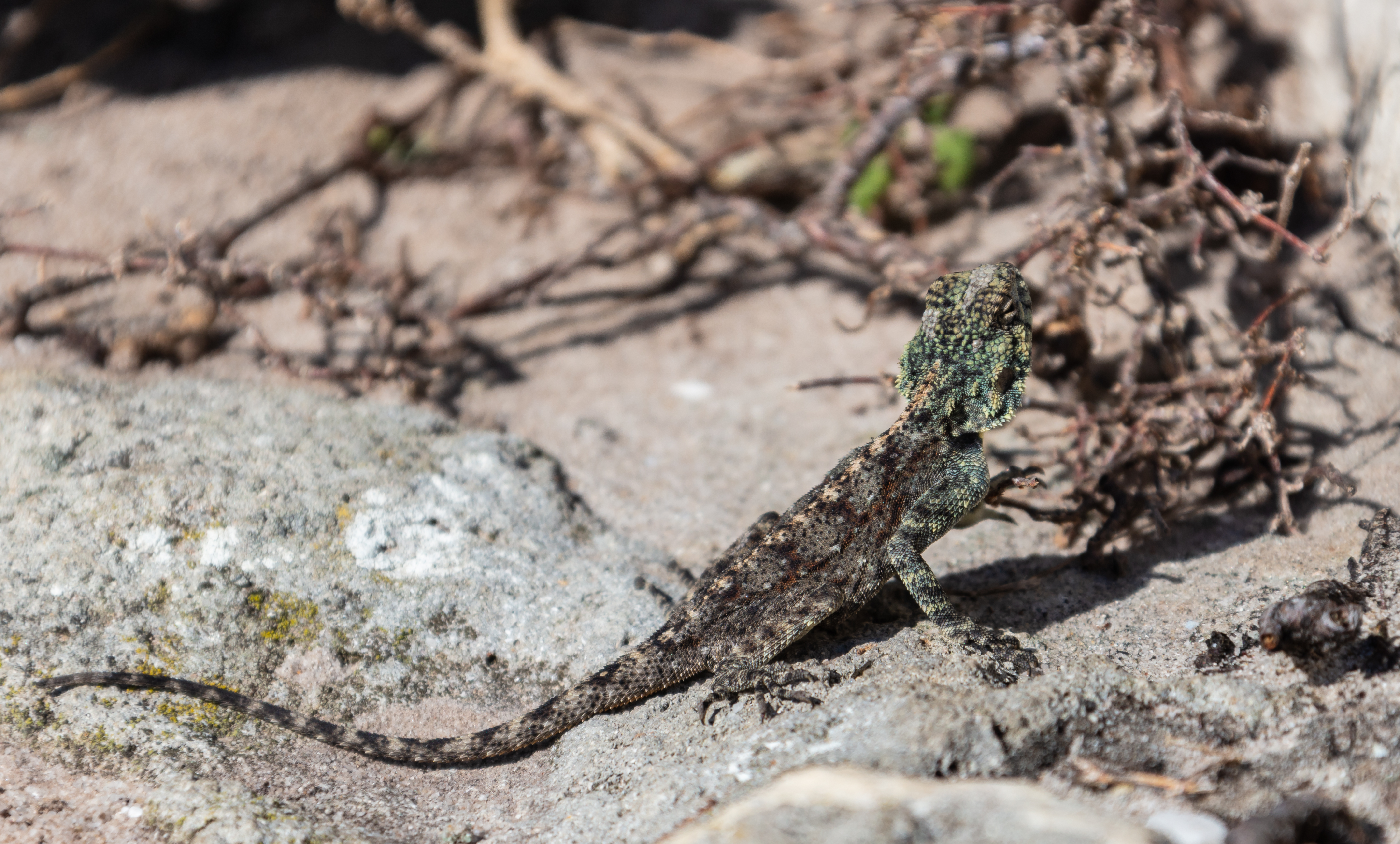